# Manal Issa
Manal Issa (* 9. März 1992 in Neuilly-sur-Seine) ist eine französische Filmschauspielerin.

## Leben
Manal Issa kam als Kleinkind mit ihren libanesischen Eltern in den Libanon, zog aber wieder zurück nach Frankreich, wo sie an der École polytechnique de l’université d’Angers ein Ingenieursstudium begann. Bei einem groß angelegten Casting wurde sie für den Film Endlich frei für die Hauptrolle der „Lina Kharam“ entdeckt. Für diese Rolle wurde sie für einen Prix Lumière nominiert.
Für die Filmbiografie Die Schwimmerinnen verkörperte sie Sarah, die Schwester von Yusra Mardini.

## Filmografie (Auswahl)
- 2015: Endlich frei (Peur de rien)
- 2016: Nocturama
- 2018: Mein liebster Stoff (Mon tissu préféré)
- 2018: Ulysse & Mona
- 2018: Vom Lokführer, der die Liebe suchte… (The Bra)
- 2019: Malek
- 2021: Memory Box
- 2021: The Sea Ahead
- 2022: Die Schwimmerinnen (The Swimmers)
- 2023: Black Box